# 夏色笑顏1,2,Jump!
《夏色笑顏1,2,Jump!》（日语：／ Natsuiro Egao de One, Two, Jump!）是μ's的單曲第3作，於2011年8月24日由Lantis發售。主唱根據第2回大選投票結果由矢澤妮可擔任。角色的排列順亦反映了第2回大選的結果。CD收錄樂曲及廣播劇，DVD收錄《夏色笑顏1,2,Jump!》PV。「W jacket」規格。

## 概要
初回生產期間隨機封入（夏的回憶♥Message Card，全9種）中的一種。另外，作為法人特典，從Animate、Gamers、Comic虎之穴購買時，每購買一件會附贈一張限量的Another jacket。
作為本CD發售的紀念，2012年9月3日進行了μ's全員集合的活動，告知1st Live將舉行。此外，與卡拉OK PASELA協作的企劃亦開始展開。
作為2014年8月2日起開始發售的（一番籤 Love Live! 3rd Stage）的L賞，另有收錄了CMJK的重混版「 -Waiting for Summer of love REMIX-」的音樂CD。
另外，CD的印刷物和各種媒体等記載的《夏色笑顏1,2,Jump!》的作曲者名為「近藤昭雄」，誤也。其後發售的獨唱專輯以及精選輯《μ's Best Album Best Live! collection》中修正了作曲者名。

## 收錄曲
收錄內容中Vocal曲以粗體表示，標記▲符號的是廣播劇。
- CD

1. （夏色笑顏1,2,Jump!） [4:30]
  - 作詞：畑亞貴，作曲：奥松誠，編曲：高田曉
  - 伴隨主旋律的副旋律等部分交相呼應，構成上充分發揮了9人的人數優勢。
  - 畑亞貴在作詞階段認為「得跳起來才行」（ジャンプするべきだ）。

2. Mermaid festa vol.1 [4:01]
  - 作詞：畑亞貴，作曲：俊龍，編曲：渡邊和紀
  - 熱情的弗拉明戈風的曲子。
  - 与高坂穗乃果和星空凜的雙人專輯《Mermaid festa vol.2 〜Passionate〜》的同名歌曲相近命名。

3.  (Off Vocal)
4. Mermaid festa vol.1 (Off Vocal)
5. ▲（到達沖繩！） [6:48]
6. ▲（即將拍攝PV。） [11:00]
7. ▲（大家一起BBQ） [5:55]
8. ▲（海灘的天堂） [9:21]
  - 原案：公野櫻子，脚本：子安秀明，出演：μ's

- DVD

1. （夏色笑顏1,2,Jump!） [5:22]
  - 由於是夏日發售的單曲，服裝使用了偶像常用的泳衣。內容亦包含了一些插科打諢的要素。

## 音樂影片製作團隊
- 企画：日昇動畫
- 原作：矢立肇
- 原案：公野櫻子
- 故事情節、演出、監督：京極尚彥
- 角色設計：室田雄平
- 設計工作、作画監督：西田亞沙子
- 美術監督：德田俊之
- 佈景設計：高橋武之
- 色彩設計：横山さよ子
- CG製作人：松浦裕曉
- 攝影監督：葛山剛士
- 編集：今井大介
- 音響監督：明田川仁
- 音樂製作：Lantis
- 音樂製作人：齋藤滋
- 製作人：平山理志、伊藤善之、高野希義（日语：高野希義）
- 舞蹈編排：yumi
- 製作：Project Love Live!（日昇動畫、Lantis、ASCII Media Works）

## 專輯收錄
| 曲名                | 專輯                                     | 發售日       | 專輯類型 |
| ------------------- | ---------------------------------------- | ------------ | -------- |
|                     | 《μ's Best Album Best Live! collection》 | 2013年1月9日 | 精選輯   |
| Mermaid festa vol.1 | 《μ's Best Album Best Live! collection》 | 2013年1月9日 | 精選輯   |

## 外部連結
- Lantis上的介紹頁 （页面存档备份，存于）（日語）
- Lantis YouTube頻道的影片
  - YouTube上的
  - YouTube上的
  - YouTube上的